# 忍者龙剑传II 暗黑的邪神剑
《忍者龙剑传II 暗黑的邪神剑》是一款由特库摩在FC游戏上制作和发行的横向卷轴类动作平台类游戏。 本游戏于1990年4月6日在日本地区FC游戏机上发行。游戏后移植至Commodore Amiga和DOS。
故事发生于初代《忍者龙剑传》的1年之前。游戏开始于黑暗境地的恶魔领主阿斯塔。他计划打开黑暗之门来统治地球。
《电子游戏月刊》于1989年末和1990年初预览了《忍者龙剑传II》。本游戏最初在杂志的1989年9月10月号出现，之后再次刊登在1989年11月之上。他们提到了新的关卡、能量提升以及一个具有曲折的爆炸性故事。

## 情节
寻父事件一年后，艾琳被神秘敌人掳走，美国特种部队成员罗伯特告诉龙，这是黄泉一族干的，它们听命于凶魔天帝阿修塔尔，巢穴则在拉夏之塔。龙找到艾琳，却发现是阿修塔尔伪装的，被阿修塔尔用邪神剑（用一年前死去的邪神之骨铸造，与龙的龙剑相对）偷袭受伤，罗伯特赶到救了龙（或者说阿修塔尔不屑杀死罗伯特）。原来邪神并未真正死去，被消灭的不过是其中一部分，阿修塔尔铸造邪神剑，就是希望以龙和艾琳为祭品，重新复活邪神。干掉阿修塔尔并赶到祭坛后，龙意外发现了本应该已经死去的邪鬼王。邪鬼王依靠邪神之力复活，并以邪神剑为钥匙，只要吸取足够的鲜血和力量后，就能打开黑暗之门，复活邪神。龙再次打倒了邪鬼王，但邪神剑还是吸收了邪鬼王的血，使邪神附身到邪鬼王身上，以这样的方式复活。艾琳被邪神剑的震荡波击中倒地，龙拼死再次干掉了邪神。最后，龙剑化为一萤灵魂，进入艾琳身体，救活了艾琳。

## 开发与评价
随着技术的成熟，2代的完成度被提升到了一个很高的高度。影分身的加入使游戏的玩法有了多种的玩法，而陷墙BUG更是层出不穷，让各种挑战玩法称为可能。但对于熟练的玩家而言，影分身却又大幅削弱了游戏难度，这也是本作比较矛盾的一个方面。